# Marí II
Marí II (Roma, ? - 946) va ser Papa de l'Església Catòlica de 942 a 946. També se'l coneix com a Martí III, ja que a l'edat mitjana es confongueren els noms de Marí i Martí. D'aquesta manera, durant molt anys Marí I fou conegut com a Martí II i Marí II com Martí III. És per aquest motiu que actualment es passa de Martí I a Martí IV, encara que no hagin existit mai els papes Martí II i Martí III. Fou escollit Papa per influència d'Alberic II de Túsculum, que tenia el poder sobre Roma. Segons el monjo Benet de Soratte, era un home "dolç i pacífic" que obeïa cegament les ordres d'Alberic II. Del seu pontificat només se'n conserven actes dirigides a bisbes i abats així com donacions als monestirs de Fulda, Cluny i Montecassino.